# داستین (اکلاهما)
داستین(به انگلیسی: Dustin) شهری در ایالت اکلاهما کشور ایالات متحده آمریکا است که جمعیت آن در سرشماری سال ۲۰۱۰ میلادی، ۳۹۵ نفر بوده‌است.